# Gestodene
Il gestodene è un farmaco progestinico (agonista progestinico di terza generazione) usato nei contraccettivi orali combinati, COCs e nelle minipillole. A tutto il 2013, in Italia, sono in commercio diverse pillole anticoncezionali contenenti gestodene, differenti tra loro per il rapporto quantitativo con l'estrogeno (etinilestradiolo). Tra queste:
- Arianna, Bayer : gestodene 0,060 mg, etiniestradiolo 0,015 mg (ciclo esteso)
- Estinette, Effik Suisse : gestodene 0,075 mg, etinilestradiolo 0,020 mg (monofasica)
- Fedra, Bayer : gestodene 0,075 mg, etinilestradiolo 0,020 mg (monofasica)
- Femodette, BBFarma : gestodene 0,075 mg, etinilestradiolo 0,020 mg (monofasica)
- Gestodiol, Findem : gestodene 0,075 mg, etinilestradiolo 0,020 mg o 0,030 mg (monofasica)
- Ginoden, Bayer : gestodene 0,075 mg, etinilestradiolo 0,030 mg (monofasica)
- Harmonet, BBFarma : gestodene 0,075 mg, etinilestradiolo 0,020 mg (monofasica)
- Kipling, Effik Italia : gestodene 0,075 mg, etinilestradiolo 0,030 mg (monofasica)
- Milvane, Bayer : gestodene 0,05, 0,07, 0,1 mg, etinilestradiolo 0,030, 0,040, 0,030 mg (trifasica)
- Minesse, Wyeth  : gestodene 0,060 mg, etinilestradiolo 0,015 mg (ciclo esteso)
- Minulet, Pfizer : gestodene 0,075 mg, etinilestradiolo 0,030 mg (monofasica)
- Triminulet, Pfizer : gestodene 0,05, 0,07, 0,1 mg, etinilestradiolo 0,030, 0,040, 0,030 mg (trifasica)

## Farmacocinetica
Il gestodene contenuto in compresse e assunto per via orale viene assorbito rapidamente a causa della sua lipofilia nel primo tratto gastrointestinale (stomaco, duodeno ed intestino tenue). Nel circolo sistemico si associa alle proteine plasmatiche e viene metabolizzato dal fegato con un'emivita variabile dalle 14 alle 18 ore. I prodotto metabolici vengono escreti con le urine.

## Farmacodinamica
Il gestodene mima l'azione fisiologica del progesterone e, in combinazione con l'estrogeno (che previene la metrorragia), inibisce il picco pre-ovulatorio dell'LH, impedendo l'ovulazione e ostacolando il fisiologico trofismo endometriale. Differentemente dai progestinici di 2ª generazione come il levonorgestrel, non possiede attività androgenizzante e presenta dunque minori se non nulli effetti virilizzanti (come acne ed irsutismo) e una minore incidenza di effetti avversi quali emicrania, tensione mammaria, aumento di peso e/o disordini del metabolismo glicidico o lipidico.

## Effetti avversi
Come per tutti i progestinici, l'assunzione di gestodene è correlata con un rischio maggiore di sviluppo di malattia tromboembolica e deve essere assunto riducendo il rischio cardiovascolare complessivo (sospensione del fumo di sigaretta e identificazione dei soggetti con trombofilia genetica od acquisita). In particolare il gestodene presenta un rischio tromboembolico 1,6 maggiore rispetto al levonorgestrel.
Altri effetti avversi comuni ad altri progestinici sono: nausea, aumento ponderale, ipertensione arteriosa, tensione mammaria, cefalea, riacutizzazione degli episodi emicranici, ritenzione idrica, irregolarità mestruali (si regolarizzano dopo i primi cicli e con l'assunzione costante), irritabilità, iperlipidemia.